# Arturo Chávez
Arturo De Jesús Chávez Ramírez (ur. 2 sierpnia 1986) – meksykański zapaśnik w stylu wolnym. Zajął 20. miejsce na mistrzostwach świata w 2009. Brązowy medalista mistrzostw panamerykańskich w 2010. Srebrny medal na igrzyskach Ameryki Środkowej i Karaibów w 2010 roku.